# 三瀬ルベール牧場 どんぐり村
三瀬ルベール牧場 どんぐり村（みつせルベールぼくじょう どんぐりむら）は、佐賀県佐賀市三瀬村杠2234-67にある、牧場を中心としたテーマパークである。

## 概要
1988年（昭和63年）、佐賀県鳥栖市に本社を置き鶏肉を扱う食品メーカー株式会社ヨコオがオープンさせた。現在は【社会福祉法人若楠　どんぐり村】が運営している。
南フランスの郊外、田舎町をイメージしており、牧場・広場・飲食店・隣接するホテルなどを整備していた。
牧場ではヤギ、ウマ、ハムスター、ウサギなどが飼育され、園内には全般的に緑が多く、福岡市街からも近い。
2024年3月から営業日は、土日祝日のみ営業している。
敷地内に知的障害者通所授産施設「若楠どんぐり村」があり、家畜の世話やパンの製造を通して通所者の自立を支援している。
どんぐり村では、公園・芝生・アーチェリー・乗馬体験ができる。夏場になるとじゃぶじゃぶ池が解放され水遊びができる。
2017年現在、アスレチック、草スキー、ローラースケート、ローラースライダー、ロードトレイン、手づくり体験は営業されていない。ホテル宿泊も終了している。

## 交通手段
- 車 - 駐車場は2300台分
  - 国道263号沿い。
  - 最寄りのインターチェンジは長崎自動車道佐賀大和IC、福岡都市高速の百道ランプ・同野芥ランプ。
- 公共交通機関での来園は不可能である。